# Dissociation (psykologi)
 For alternative betydninger, se Dissociation. (Se også artikler, som begynder med Dissociation)
 Denne artikel bør gennemlæses af en person med fagkendskab for at sikre den faglige korrekthed.

 Der er for få eller ingen kildehenvisninger i denne artikel, hvilket er et problem. Du kan hjælpe ved at angive troværdige kilder til de påstande, som fremføres i artiklen.

Dissociation betegner i psykologien fænomenet at hjernen opdeler sanseindtrykkene, når mennesker oplever ekstreme begivenheder, der truer deres eksistens, for at fjerne opmærksomheden fra det som opleves som farligt, så de er i stand til at håndtere angsten, der følger med det. Sådan dissociation i sygelig form kaldes dissociativ identitetsforstyrrelse eller multipel personlighedsforstyrrelse. Hukommelsestab, angst, flash-backs, mareridt og humørsvingninger er de mest almindelige symptomer.
Ordet "dissociation" betyder "opløsning, spaltning".